# Атлантида (телесеріал)
«Атлантида» (англ. Atlantis) — британський фентезійно-пригодницький телесеріал на основі грецької міфології (у тому числі легенди про Атлантиду) і створений Джонні Капсом і Джуліаном Мерфі спільно з Говардом Оверманом. Прем'єра відбулася 28 вересня 2013 р..
Показаний на телеканалі Space в Канаді з 12 жовтня 2013 року і на BBC America в США з 23 листопада 2013 р.
Телесеріал Атлантида став найбільшим запуском нового нічного суботнього серіалу на всіх каналах BBC з 2006 р., навіть до запуску популярного телешоу Мерлін. 
26 жовтня 2013 р. BBC One замовив другий сезон, який розпочався 15 листопада 2014-го.
23 січня 2015 р. оголошено, що серіал скасований. Представник BBC сказав: «Останні сім епізодів «Атлантиди» будуть випущені на BBC One навесні 2015 року. Ми хотіли б подякувати Urban Myth Films, акторам і знімальній групі, але серіал не буде повторно запущений в експлуатацію».
Трансляція семи епізодів з другої половини другого сезону почалася 11 квітня 2015 р. 

## Сюжет
Наші дні. Ясон, головний герой серіалу, керує одномісним підводним апаратом для дослідження морських глибин, які призвели до зникнення його батька, коли він був дитиною. Коли він виявляє дивні коливання, підводний човен починає глючити і він втягується в простір з білого світла. 
Він прокидається на березі королівства Атлантида, якими правлять традиціоналіст цар Мінос і його владолюбна дружина королева Пасіфая. Ясон потрапив у світ, де існують боги, живуть легендарні істоти, яких охороняють небезпечні прокляття і життя не є справедливим, але все можливо для героїв. Під збігом обставин йому дають притулок двоє друзів, місцевих жителів: Піфагор — молодий інтелектуал, який обожнює геометрію та математику, і пухкий силач Геркулес — безнадійний романтик, що проводить більшу частину свого часу в тавернах, п'ючи алкогольні напої та граючи в азартні ігри. 
Трійця стикається з монстрами, богами і напівбогами, вони буквально живуть у грецьких міфах, щоб робити добро і захищати невинних. По дорозі вони зустрічають союзників, в тому числі Медузу, Аріадну, дочку короля і спадкоємицю престолу, і таємничого Оракула, яка не здивована прибуттям Ясона. Оракул передрікає, що цей молодий чоловік змінить долю світу, якщо він залишиться на правильному шляху.

## Ролі

### Головні
- Джек Доннеллі — Ясон
- Марк Едді — Геркулес
- Роберт Еммс — Піфагор

### Другорядні
- Сара Періш — Пасіфая
- Аїша Гарт — Аріадна
- Джемайма Рупер — Медуза
- Джульєт Стівенсон — Оракул (сезон 1-2)

### Періодичні
- Кен Бонс — Мелас (сезон 1-2)
- Емі Менсон — Медея (сезон 2)
- Пітер де Джерсі — Горан (сезон 2)
- Еммет Сканлан — Делмос (сезон 2)
- Клайв Стенден — Телемон (сезон 2)
- Рональд Пікап — Орфей (сезон 2)
- Роберт Ліндсей — Дедал (сезон 1-2)
- Джон Ганна — Тихон (сезон 1-2)
- Лоркан Краніч — Кілік (сезон 2)
- Томас Кумбс — Крітіас (сезон 2)
- Аня Тейлор-Джой — Кассандра (сезон 2)

### Колишні
- Олександр Сіддіг — Мінос (сезон 1)
- Олівер Вокер — Гептаріан (сезон 1)
- Джо Діксон — Рамос (сезон 1)
- Ганна Артертон — Корінна (сезон 1)
- Лу Бродбент — Йоні (сезон 1)
- Вінсент Ріган — Діон (сезон 2)
- Роберт П'ю — Сарпедон (сезон 2)
- Сіан Томас — Еврідіка (сезон 2)
- Люсі Коу — Цирцея (сезон 1)

## Епізоди
| Сезон | Епізоди | Епізоди | Оригінальний показ | Оригінальний показ |
| Сезон | Епізоди | Епізоди | Перший показ       | Останній показ     |
| ----- | ------- | ------- | ------------------ | ------------------ |
| 1     | 13      | 13      | 28 вересня 2013    | 28 грудня 2013     |
| 2     | 12      | 12      | 15 листопада 2014  | 16 травня 2015     |

## Виробництво
Прос старт проекту оголошено 11 лютого 2013 р., Атлантида створена, щоб заповнити пробіл, залишений після телесеріалу Мерлін, творці шоу — Джонні Капс і Джуліан Мерфі. Виконавчим продюсером BBC став Бетан Джонс. Ролі оголошено 27 березня 2013 р.
Серія знятий в Уельсі і Марокко. Перша сезон був знятий з 1 квітня 2013 р. по 1 листопада 2013-го.
22 липня 2013 р. BBC America оголосив, що шоу транслюватиметься в США восени 2013-го як частина «надприродної суботи». Починаючи з цієї дати, серіал був підвищений за допомогою вірусної маркетингової кампанії, з офіційною звітністю по Twitter, Tumblr і Facebook. 9 серпня 2013 р. з'явився перший постер до серіалу, 16 серпня 2013 — перший трейлер, який був показаний на BBC One. Через тиждень, 23 серпня, другий тизер показаний, де з'являється Ясон.
26 жовтня 2013 р. BBC підтвердив, що другий сезон замовлений. Зйомки тривали з 17 березня 2014 по 10 жовтня 2014. 3 квітня 2014 оголошено, що Вінсент Ріган приєднався до акторського складу, як Діон, разом з Емі Менсон, як Медеєю.
4 жовтня 2014 р. перший трейлер для другого сезону був випущений.

## Критика
Рейтинг на IMDb — 6,7/10.